# Спогад про Мортфонтен
«Спогад про Мортфонтен» — картина Каміля Коро, створена у 1864 році. Експонується у Луврі. Завдяки своїй туманній та поетичній атмосфері картина визнана одним із шедеврів зрілого періоду творчості Коро.

## Історія створення
Мортфонтен — це невеличке село в департаменті Уаза на північному сході від Парижа. Коро у 1850-х роках часто відвідував цю місцевість з метою вивчення ефектів світла і відображень на воді.
Пізніше у своїй майстерні художник згадує озера Мортфонтена і створює кілька робіт, реконструюючи по пам'яті узагальнений образ місцевості. Отже, у «Спогаді про Мортфонтен», як випливає з назви, художник не намагається зобразити сцену з життя, а відтворює спогади про свої враження від місцевості.

## Опис
У «Спогаді про Мортфонтен» зображено поетичну картину природи. Композиція картини проста: на березі спокійного, як дзеркало, оточеного лісом озера жінка з дітьми (або три дівчини) біля дерева, що схилилося над поверхнею води, збирають квіти.

## Стиль
«Спогад про Мортфонтен» ілюструє еволюцію художника після 1850 року: рання творчість Коро переважно реалістична, з часом же реалізм Коро став поєднуватися з романтичними елементами. Також його роботи цього періоду часто розглядаються як міст між реалізмом та імпресіонізмом.
Картина дотична до творчості імпресіоністів відсутністю ретельного промальовування, особливою увагою до гри світла й тіні, хоча манера письма все ж таки більш деталізована, кольори стриманіші та більш приглушені, ніж в імпресіоністів. Нечіткі обриси також нагадують розмиті подробиці на ранніх пейзажних фотографіях; а у Коро була велика колекція таких світлин, і, можливо, він прагнув відтворити цей ефект засобами живопису.

## «Човняр в Мортфонтені»

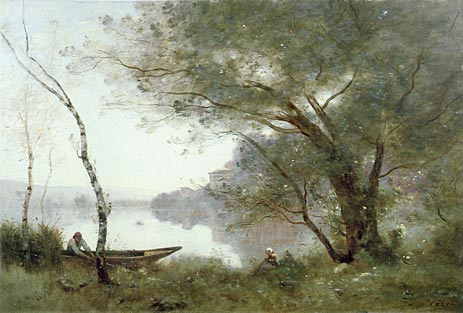
Човняр в Мортфонтені (1865—1870)

На іншому полотні Коро — «Човняр в Мортфонтені» (1865—1870) — зображено ті самі озеро і дерева з тієї ж точки зору. Відмінності в особливостях ландшафту на картинах — свідчення того, що в них було передано саме враження, а не деталі місцевості.

## Подальша історія
«Спогад про Мортфонтен» — одна з перших картин Коро, яка була придбана державою безпосередньо в художника. Картина була куплена із сум цивільного листа Наполеона ІІІ, 25 років зберігалася у замку Фонтенбло, а в 1889 році була передана до колекції Лувру.